# Dorothy Dell
Dorothy Dell, nome d'arte di Dorothy Goff (Hattiesburg, 30 gennaio 1915 – Altadena, 8 giugno 1934), è stata un'attrice e cantante statunitense.

## Biografia
Bionda e con gli occhi grigi, a 13 mesi Dorothy vinse il titolo di Most Beautiful Baby di Hattiesburg. Nel 1925 si trasferì con i genitori e la sorella Helen a New Orleans e vi frequentò la Sophie Wright High School, dove le sue doti di cantante furono notate dal compositore Wesley Lord che la fece esibire al Sanger Theater e le procurò un contratto con la radio locale.
Continuò a collezionare premi di bellezza: fu “bellezza al bagno”, “The Girl with the Perfect Back”, Miss Biloxi, Miss American Legion e Miss New Orleans e come tale nel 1930 partecipò a Galveston, in Texas, all'International Pageant of Pulchritude, vincendo il titolo di Miss Universo. Sua grande amica era la compagna di scuola e aspirante cantante e attrice Mary Dorothy Slaton, che l'anno dopo vincerà anch'essa il titolo di Miss Universo e poi diverrà famosa col nome di Dorothy Lamour.

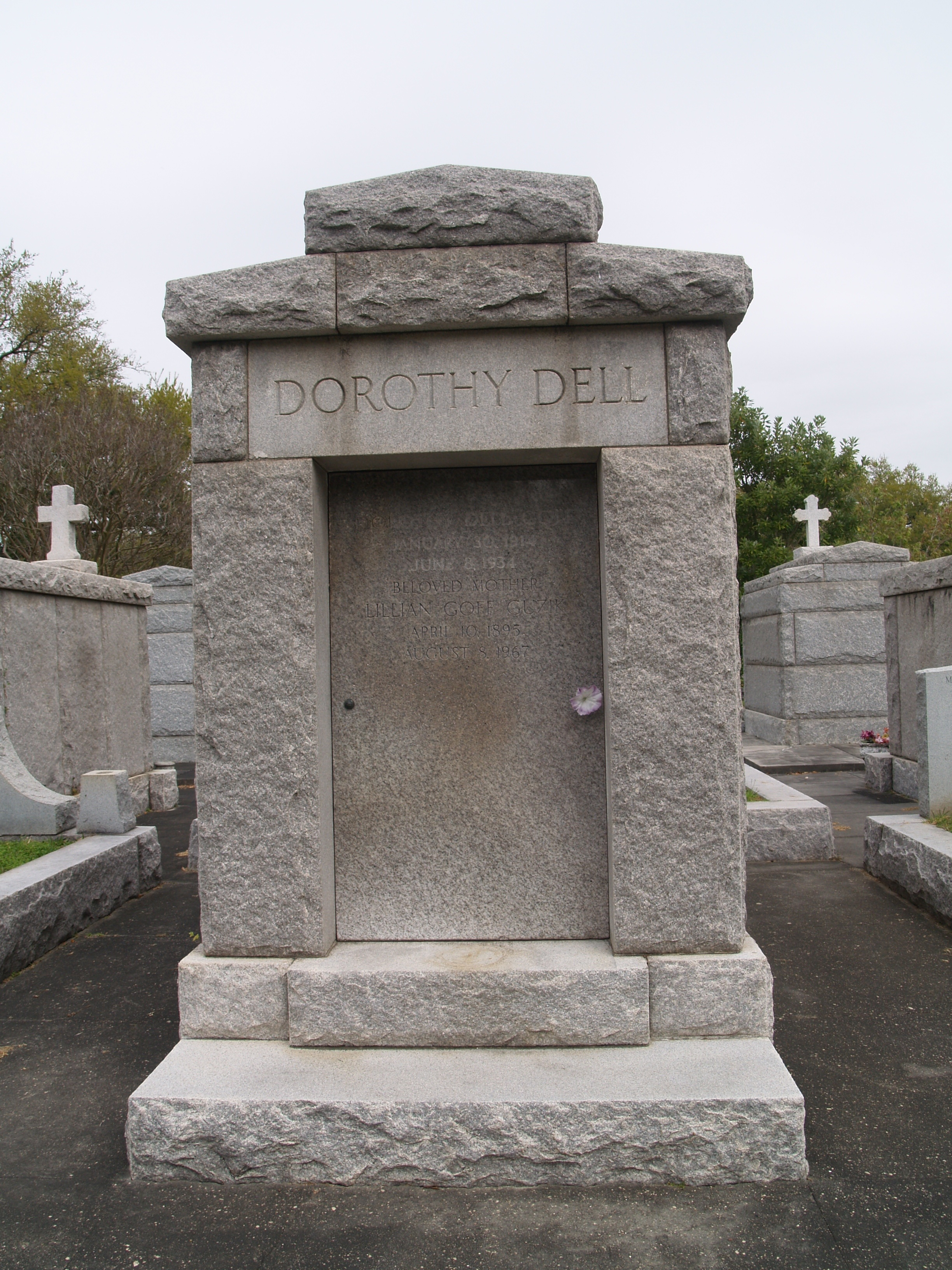
La tomba di Dorothy Dell

Con la sua amica, Dorothy Dell ottenne un ingaggio nella compagnia di rivista di Fanchon e Marco, e per sei mesi si esibirono in California. Nell'estate del 1931 la Dell entrò a far parte della compagnia di Florenz Ziegfeld cantando a Broadway da luglio a novembre. L'anno dopo proseguì la tournée con le Ziegfield Follies a Baltimora e a Chicago, dove ritrovò l'amica Slaton, e tenne a New York un programma di canzoni dai microfoni della NBC. A dicembre 1932 uscì il cortometraggio Passing the Buck con Nina Mae McKinney, dove Dorothy Dell si esibiva in un numero musicale.
Nel giugno del 1933 fu nuovamente impegnata a Broadway nel musical Tattle Tales, e alla fine dell’anno partì con la famiglia per Hollywood, dove firmò un contratto con la Paramount: il suo primo impegno come attrice dello schermo fu Wharf Angel, uscito nel marzo del 1934, con Victor McLaglen e Preston Foster. Il New York Times definì Dorothy Dell un'«affascinante debuttante» in Wharf Angel, e un «vero talento» nella sua interpretazione in Little Miss Maker, il suo secondo film con Shirley Temple e Adolphe Menjou, uscito in maggio. 
In entrambi i film furono utilizzate le doti di cantante della Dell.
Egualmente avvenne nel suo terzo film, la commedia Shoot the Works, dove canta With My Eyes Wide Open I'm Dreaming, una canzone divenuta molto popolare. Shoot the Works fu il suo ultimo film e uscì un mese dopo la sua morte. Nella notte dell’8 giugno 1934 Dorothy Dell era nell'auto guidata da un amico, il dottor Carl Wagner. L'automobile sbandò in una curva della Lincoln Avenue di Pasadena, uscì di strada abbattendo due pali del telefono, e carambolò più volte prima di schiantarsi contro un masso. Dorothy Dell morì sul colpo, il dottor Wagner alcune ore dopo. L'attrice fu sepolta nel Metairie Cemetery di New Orleans.

## Filmografia
- Passing the Buck (1932)
- Wharf Angel (1934)
- Little Miss Marker, regia di Alexander Hall (1934)
- Shoot the Works (1934)

## Fonti
- (EN)  Biografia
- (EN)  Immortal Ephemera